# نهر المرن
إن كنت تبحث عن عناوين مشابهة، فانظر المارن (توضيح).
نهر المَرن (بالفرنسية: La rivière de la Marne)‏ أكبر فروع نهر السِّين بفرنسا. ينبع من هضبة لانقرس بشرقي فرنسا، ويجري شمالاً وغربًا لمسافة 500 كم عبر أراضٍ غنية بزراعة الحبوب. ويصب في نهر السِّين جنوب شرقي باريس. وتمر السُّفن الكبيرة عبر النَّهر. يرتبط النهر مع الجهة الشرقية بوساطة قناة تجري عبر نانسي إلى ستراسبورج على نهر رَيْن.

## التاريخ
خلال الحرب العالمية الأولى، كان نهر المرن مسرحا لمعركتين مهمتين. انظر إلى معركة المَرن الأولى.